# Amastra albolabris
†Amastra albolabris là một loài ốc đất thân mềm chân bụng có phổi thuộc họ Amastridae. Đây là loài đặc hữu của Hawaii.